# 蘇朗伊海崖

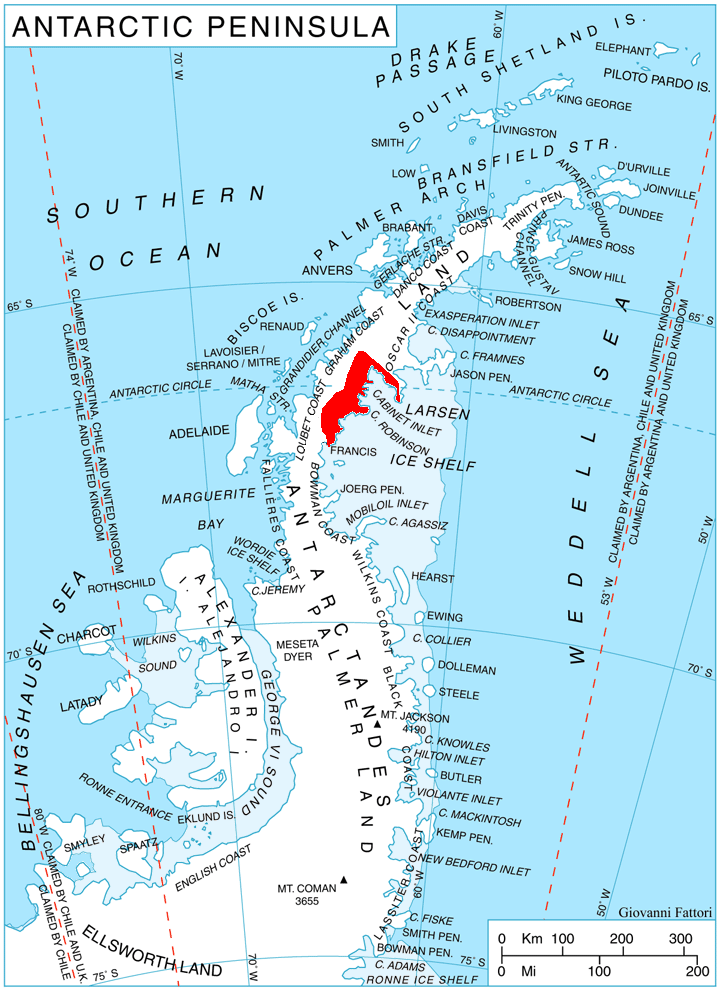

66°48′S 64°45′W / 66.800°S 64.750°W
蘇朗伊海崖（英語：Thuronyi Bluff），是南極洲的海崖，位於葛拉漢地的弗因海岸，以南極洲學家命名，在1947年12月22日由美國探險隊發現，現時由南極條約體系管理。